# Rudolf II van Nesle
Rudolf II van Nesle (overleden in 1160) was heer van Nesle en burggraaf van Brugge. Hij behoorde tot het huis Nesle.

## Levensloop
Rudolf II was de zoon van heer Rudolf I van Nesle uit diens huwelijk met Rainurde. Na de dood van zijn vader werd hij heer van Nesle en burggraaf van Brugge.
Rudolf was de broer van graaf Ivo van Soissons en steunde diens donatie van de kapel van Beaulieu aan de Sint-Medardusabdij in Soissons. Hij was eveneens een bondgenoot van Diederik van de Elzas, graaf van Vlaanderen, en kreeg van die laatste het bezit over de stad Sint-Omaars toegekend. Hij stierf rond het jaar 1160.
Zijn echtgenote was Gertrudis, dochter van graaf Lambert van Montaigu. Ze kregen minstens vier kinderen:
- Cono (overleden in 1180), graaf van Soissons
- Jan (overleden in 1200), burggraaf van Brugge en heer van Nesle, Falvy en Hérelle
- Rudolf I (overleden in 1235), graaf van Soissons
- Boudewijn